# 베이징-한커우 철도

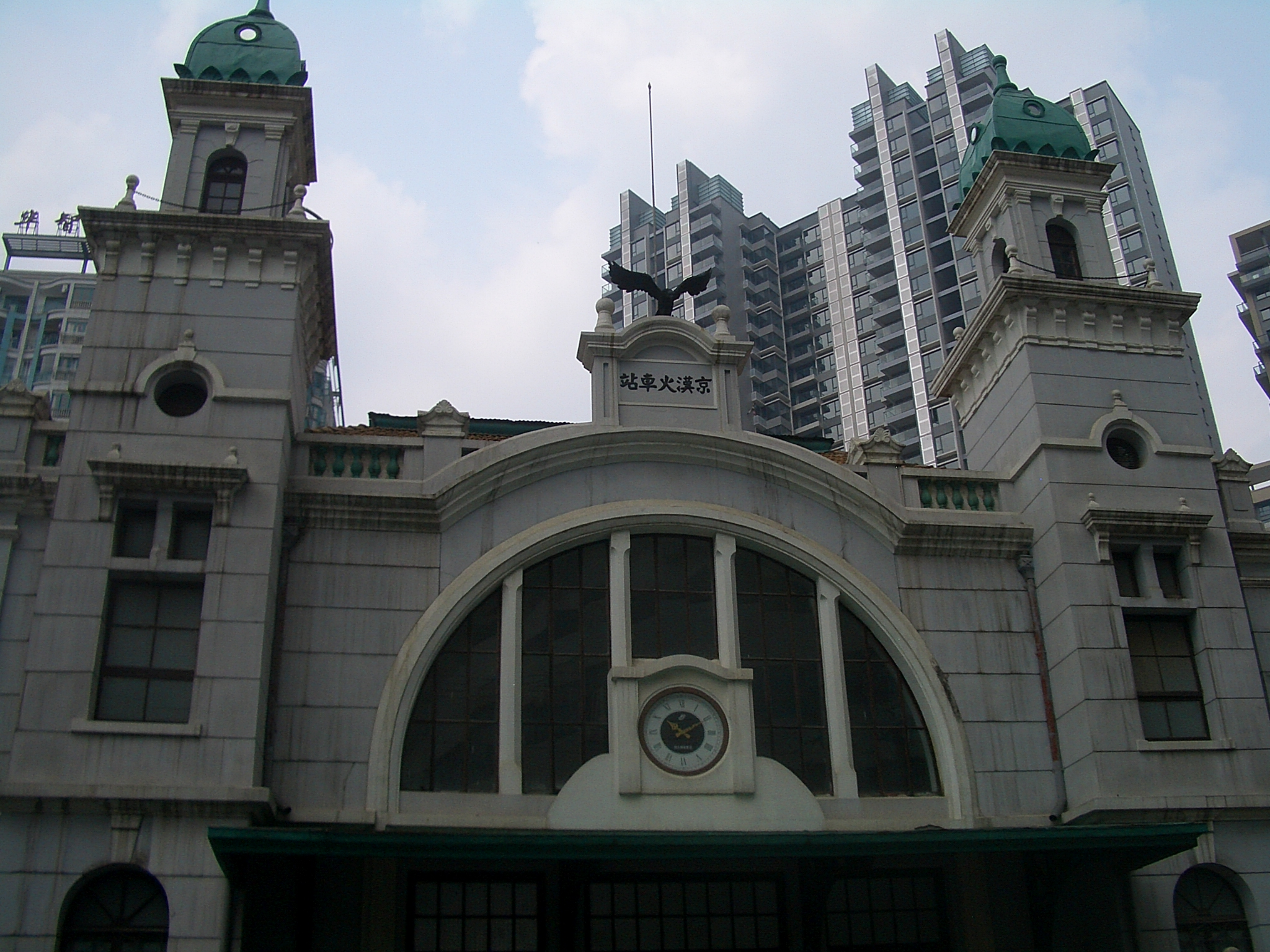
다즈먼 철도역, 징한 철도의 원래 한커우 종착역. 1900년에서 1903년 사이에 건설되었으며, 현재의 한커우역이 개통된 후 1991년에 폐쇄되었다.

베이징-한커우 철도 또는 징한 철도(중국어 간체자: 京汉铁路, 정체자: 京漢鐵路, 병음: Jīnghàn Tiělù), 또는 베이징-한커우 철도는 베이징시부터 장강 북쪽 강둑의 한커우까지 이어지는 중국 철도의 이전 이름이다. 이 철도는 1897년부터 1906년 사이에 프랑스 자금의 지원을 받는 벨기에 회사에 의해 건설되었다. 한커우에서는 철도 차량이 장강을 건너 남쪽 강둑의 우창구로 운송되었고, 그곳에서 월한 철도와 연결되었다. 1957년 우한장강대교의 완공으로 두 철도는 단일한 연속적인 철도인 징광 철로로 연결되었다.
1928년부터 1945년까지 베이징이 베이핑으로 알려졌을 때, 베이징-한커우 철도는 베이핑-한커우 철도 또는 핑한 철도로 알려졌다. 중일 전쟁 중에는 일본의 중부 중국 진격이 베이징-한커우 철도 작전으로 알려졌다.

## 역사
1896년, 중국의 철도 건설을 감독하기 위해 제국철도청이 설립되었다. 성쉬안화이는 여러 나라에 이권을 부여하여 외국 세력의 균형을 맞추려 했다. 1897년, 벨기에 컨소시엄은 베이징과 한커우 사이에 철도를 건설하기 위해 450만 파운드 스털링을 빌려주기로 합의했다. 연결되는 월한 철도는 1898년에 아메리칸 차이나 개발 회사에 주어졌다.
1899년 3월부터 양쪽 끝에서 작업이 진행되었다.
1899년 말까지 100km 구간에 걸쳐 제방이 완성되었고 남쪽에는 20km의 선로가 깔렸다.
북쪽에는 60km의 제방과 10km의 선로가 있었다.
의화단 운동으로 인해 1900년 몇 달 동안 건설이 중단되었다.
모든 철도 관계자들에게는 자신을 보호할 수 있는 무기가 주어졌다.
루거우차오에서 펑타이역까지의 북쪽 구간에서는 모든 작업장, 창고, 차량이 파괴되었고 침목은 도난당했다.
남쪽에서는 부총독들이 유럽인들의 보호를 보장하여 작업이 계속되었다.

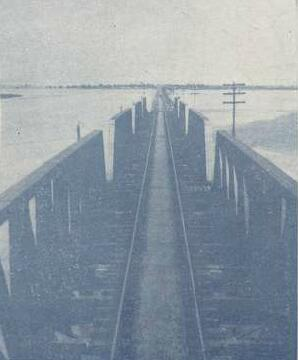
철거된 황하 다리의 남쪽 구간

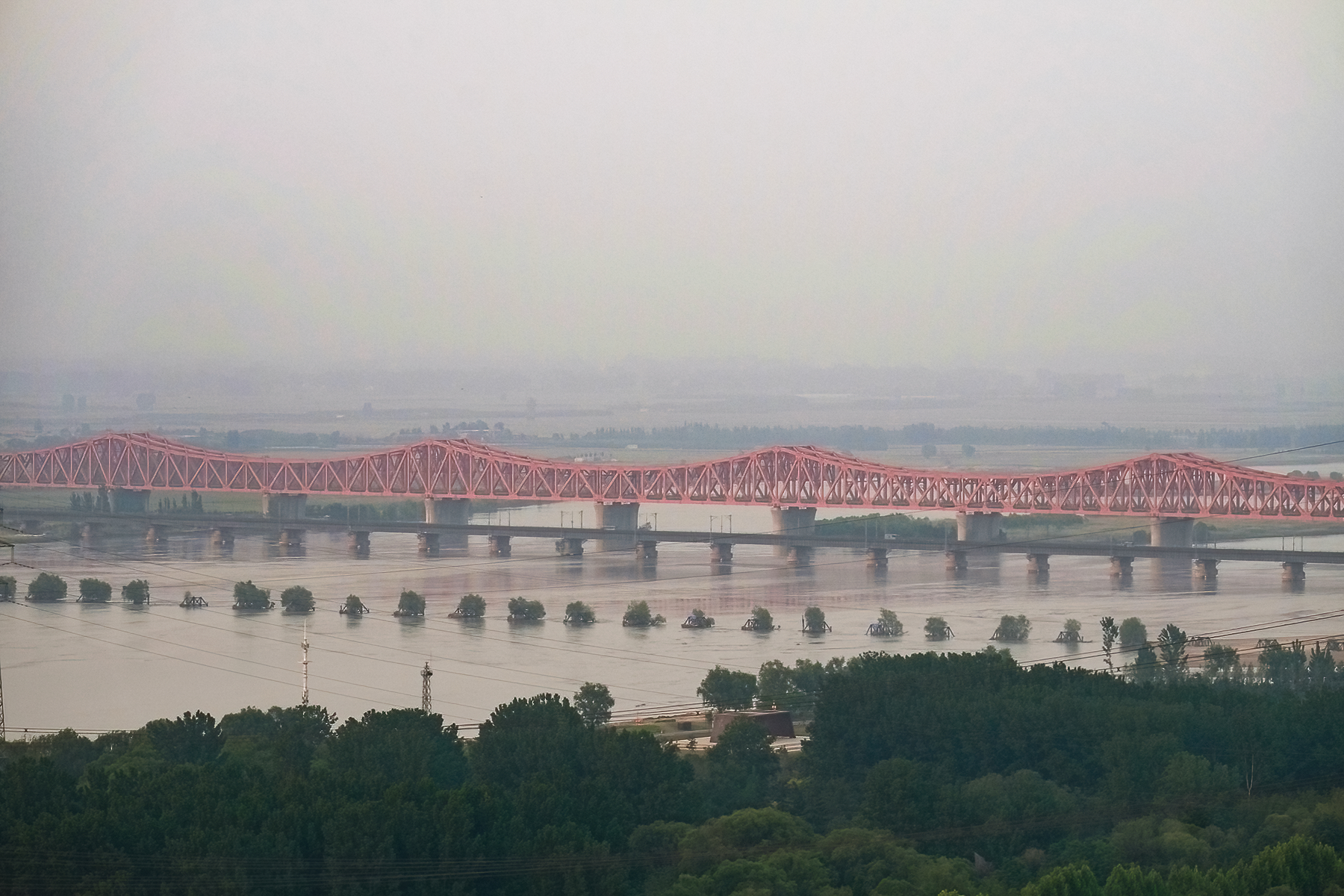
1905년 다리의 교각은 오늘날에도 여전히 남아 있다(전경).

1901년에는 황하와 장강 사이의 언덕 지형인 신양시와 한커우 구간을 통해 노선이 연장되었다.
500m 길이의 터널 하나만 필요했다.
1902년 1월에는 황실이 베이징으로 돌아오는 길에 완성된 노선 구간을 따라 이동했다.
1905년 6월에는 황하를 가로지르는 3000m 길이의 다리가 개통되었다.
125개의 역을 가진 1214km 길이의 노선은 1905년 11월 14일에 개통되었다.
이는 주요한(그리고 수익성 있는) 성과로 인정받았고, 책임 엔지니어인 장 자도는 큰 명성을 얻었다.
베이징-한커우 철도는 1906년에 완공되었다. 그 동안 벨기에인들은 월한 철도의 이권을 보유한 미국 회사의 지배 지분을 매입했다. 벨기에 회사의 대부분 주식은 에두아르 엠페인이 소유하고 있었는데, 이 조치는 베이징과 광저우 간 전체 노선을 외국 통제하에 두는 위협이 되었다. 이러한 상황에 대한 반대는 후난성에서 특히 강했다.
1907년, 량스이는 벨기에 소유주로부터 베이징-한커우 철도를 상환하기 위해 교통은행 설립을 제안했다. 교통은행은 1908년에 설립되었고 철도 매입에 필요한 자금의 절반 이상을 제공했으며, 나머지는 임페리얼 뱅크 오브 차이나와 재정부에서 조달되었다.:223 철도는 1909년 1월 1일 중국 통제하에 놓였고, 성공적인 상환은 량의 교통파의 위신을 높였다.

### 철도 노동자 파업
1923년 베이징-한커우 철도 노동자 파업은 2·7 파업으로도 알려져 있으며, 이 철도와 관련된 중요한 사건이었다. 1922년 말까지 징한 철도에는 16개의 노동조합이 설립되었다. 베이징-한커우 철도 노동조합 연맹 설립 기념식이 1923년 2월 1일에 열렸다. 그러나 군벌 우페이푸는 군경을 보내 회의를 방해했다. 연맹은 이에 항의하여 1923년 2월 4일에 대규모 파업을 결정하고 사무실을 한커우 시의 장안으로 이전했다. 파업은 2월 7일에 일어났다. 우페이푸는 군대를 보내 장안 노동조합을 포위했다. 장안 노동조합의 책임자(린샹쳰)는 체포되어 나중에 처형되었다. 창신뎬, 정저우, 바오딩, 가오베이뎬의 노동 운동도 진압되었다. 파업에 참여한 조합원들은 "장안징한철도공회회원증노동신성(江岸京漢鐵路工會會員證勞工神聖)"이라고 새겨진 배지를 착용했다.

## 같이 보기
- 중화인민공화국의 철도 교통
- 중국의 철도 목록
- 베이징-한커우 철도 작전 (철도 노선을 따라 발생한 전투)